# Cloreto de (3-(N-metilcarbamoíloxi)fenil)dietilmetilamónio
Cloreto de (3-(N-metilcarbamoíloxi)fenil)dietilmetilamónio  é um agente químico sintético de formulação C13H21ClN2O2, é um componente derivado da Neostigmina. É um inibidor de ação colinérgica.